# 엘런 드제너러스
엘런 리 디제너러스(영어: Ellen Lee DeGeneres, 1958년 1월 26일 ~ )는 미국의 희극인, 텔레비전 진행자, 배우이다. 《엘런 디제너러스 쇼》를 진행하는 것으로 잘 알려져 있다.

## 방송 경력
1978년 뮤지컬배우 첫 데뷔하였고 1981년 연극배우 데뷔한 그녀는 이후 디제너러스는 스탠드업 코미디로 경력을 시작하였고, TV 방송에서 1989년 《오픈 하우스》로 첫배역을 맡았다. 시트콤 《엘런》에서부터 인기를 얻기 시작하였다. 1997년 2월, 《오프라 윈프리 쇼》에서 레즈비언으로 커밍아웃하였다. 같은 해 4월, 《엘런》에서 주인공 엘런이 커밍아웃하는 에피소드를 다루었다. 해당 에피소드는 높은 시청률을 기록하였으며, 이것으로 1997년 에미상을 수상하였다. 《엘런》이 종영된 후, 2001년 《엘런 쇼》로 복귀하였으나 시청률 저조로 조기종영하였다. 2003년부터 낮시간대의 토크쇼 《엘런 디제너러스 쇼》를 진행하고 있다. 쇼는 크게 성공하여 2004년, 2005년, 2006년, 2007년에 데이타임 에미상에서 토크쇼 부문 최우수 작품상을, 2010년, 2011년, 2013년 데이타임 에미상에서 토크쇼 엔터테인먼트 부문 최우수 작품상을 수상하였다.
아메리칸 아이돌 시즌9에서 심사위원을 맡았으나, 한 시즌 후 떠났다.

## 기타 경력

### 시상식 경력
2007년 제79회 아카데미상, 2013년 제86회 아카데미상에서 호스트를 맡았다. 디제너러스가 제86회 아카데미상에서 찍어 올린 셀프카메라 사진이 '트위터에서 가장 많이 리트윗 된 사진' 기록을 갱신하였다. 종전의 기록은 버락 오바마가 재선에 성공한 뒤 올린 트윗이었다.

### 성우 경력
성우로 활동하기도 하였다. 대표적으로 애니메이션 《니모를 찾아서》와 《도리를 찾아서》에서 '도리' 역을 맡았다. 《니모를 찾아서》의 '도리' 역으로 제30회 새턴상에서 여우조연상, 제31회 애니상에서 성우상을 수상하였다.

## 사생활
1997년 레즈비언으로 커밍아웃하였다. 2008년에는 배우 포셔 드 로시와 결혼하였다.